# Francesco Rossi (militare 1888)
Francesco Rossi (Bertinoro, 9 aprile 1888 – Monte Tondarecar, 4 dicembre 1917) è stato un militare italiano insignito della medaglia d'oro al valor militare alla memoria nel corso della prima guerra mondiale.

## Biografia
Nacque a Bertinoro, provincia di Forlì, il 9 aprile 1888, all'interno di una famiglia di mezzadri, figlio di Emilio e di Elvira Sirri, primogenito di dieci figli. Frequentata la scuola elementare aiutò il genitore nel lavoro nei campi. Arruolato nel Regio Esercito per svolgere il servizio militare di leva, prestò servizio nel 10º Reggimento bersaglieri dall'ottobre 1908 al settembre 1910. Richiamato in servizio attivo per mobilitazione nell'ottobre 1911 ed assegnato all'8º Reggimento bersaglieri, partì con il primo contingente di truppe destinato all'occupazione della Libia nel corso della guerra italo-turca. Prese parte al combattimento di Homs, dove rimase ferito e ricevette un encomio solenne per il comportamento tenuto nel corso del fatto d'arme del Margheb nel febbraio 1912. Rientrato in Italia nel maggio 1913 venne posto in congedo, riprendendo la sua vita di colono mezzadro. Richiamato in servizio all'atto della mobilitazione generale il 16 maggio 1915, fu destinato al 10º Reggimento bersaglieri con il quale, pochi giorni dopo, oltrepassò il confine con l'Impero austro-ungarico posizionandosi nella conca di Plezzo, sull'alto Isonzo. Con il suo reggimento combatté ad Oslavia, sul Veliki Hribach e sul Pecinka dove, promosso caporale, venne decorato con la medaglia di bronzo al valor militare per avere comandato volontariamente una pattuglia di militari che nel combattimento dell'11 ottobre 1916 occupò, per prima, una trincea nemica ed offrendosi quindi, sempre volontariamente, di portare ordini tra il reparto avanzato ed il comando di battaglione. Promosso caporale maggiore, nel maggio 1917 si distinse sul Vodice, meritandosi la promozione a sergente per merito di guerra; e dopo avere partecipato nell'estate del 1917 alla battaglia della Bainsizza, venne insignito della seconda medaglia di bronzo al valor militare per il comportamento tenuto durante il combattimento del 29 ottobre 1917 a Pradamano. Durante le fasi di ripiegamento dell'esercito sulla linea del Piave, dopo l'esito infausto della battaglia di Caporetto, si distinse nuovamente catturando 32 militari austriaci insieme al loro ufficiale comandante. Cadde in combattimento sul Monte Tondarecar il 4 dicembre, facendo da scudo al proprio comandante, e fu trafitto da un colpo di baionetta. Con Regio Decreto del 19 agosto 1921 venne insignito della medaglia d'oro al valor militare alla memoria.